# Akzjajyk (Uralsk)
Akzjajyk (kazakiska: Ақжайық/Aqjaiyq; ryska: Акжайык) är den enda professionella kazakiska bandyklubben och spelar i ryska division 1, näst högsta divisionen. Innan säsongen 2022-23 meddelades att ledningen i regionen Västkazakstan ville sluta finansiera laget. Man spelar dock fortfarande under nämnda säsong.
Klubben bildades i Västkazakstans huvudstad Oral (ryska: Uralsk) 1976 under just namnet Oral, som man behöll till 1978, då man bytte till  Geolog. 1987 bytte man namn till Uralets och spelade under det namnet fram till och med 1993, då man efter den säsongen bytte namn till Kazachgaz som man behöll till 1998. Till 2001 hette man Orda-TKA och till 2002 Karatjaganak AGS. 
I de Asiatiska vinterspelen 2011 i bandy var den större delen av Kazakstans landslag från just Akzjajyk. Efter guldet kom spelarna tillbaka till staden i triumf då spelarnas namn skanderades.
Klubbmärke:

## Kända spelare
- Rinat Sjamsutov - 1990/91

## Lagnamn genom tiderna
- Oral 1976/77 - 1977/78
- Geolog 1978/79 - 1986/87
- Uralets 1987/88 - 1993/94
- Kazachgaz 1994/95 - 1998/99
- Orda-TKA 1999/00 - 2000/01
- Karatjaganak AGS 2001/02
- Akzjajyk 2002/03-